# Sergej Babkov
Sergej Anatol'evič Babkov (in russo Сергей Анатольевич Бабков?; Bijsk, 5 giugno 1967 – 21 agosto 2023) è stato un cestista e allenatore di pallacanestro russo.

## Carriera
Con la Russia disputò due edizioni dei Campionati mondiali (1994, 1998) e quattro dei Campionati europei (1993, 1995, 1997, 1999).
Da allenatore guidò la Russia ai Campionati europei del 2005.